# パウルス2世 (ローマ教皇)
パウルス2世（Paulus II、1417年2月23日 - 1471年7月26日）はルネサンス期のローマ教皇（在位：1464年 - 1471年）。本名はピエトロ・バルボ（イタリア語: Pietro Barbo）。

## 生涯
バルボはヴェネツィアの出身で、エウゲニウス4世の甥であった。当時の慣習で、伯父が教皇になったことで聖職者としてのキャリアを積み、1440年に枢機卿にあげられ、1464年8月30日のコンクラーヴェで教皇に選出され、パウルス2世を名乗った。
彼は教皇としてローマ教皇庁にはびこる親族登用主義の根絶を宣言、モラルの向上を目指し、さらに3年以内の公会議の開催とオスマン帝国への攻撃を公約した。しかし、後に彼自身がこういった公約を撤回したため、自らの信頼を失墜させた。
とはいえ彼が教皇庁の再編にとりくんだのは事実であり、1466年には多くの職員のリストラに踏み切った。特に教皇文書の作成をおこなう部署の職員たちの解雇は激しい反発を招き、そこで収入を得ていた多くの文筆家を敵にまわすことになった。その1人でプラティーナ（バルトロメオ・サッキ・ダ・クレモーナ）という人物は教皇に脅迫状を送って逮捕され、釈放後に教皇暗殺の陰謀に加わったとして再逮捕され、最終的に異端思想の疑いで罰された。これに怒ったプラティーナは著書『教皇誌』でパウルス2世をこきおろしている。また、同時代の歴史家ステファノ・インフェッスラも教皇への反発からパウルス2世をこきおろしている。
オスマン帝国への遠征への準備の中では、主力となるべきボヘミア王イジーと教皇の間でいさかいが起きた。それはイジーがヤン・フスを断罪するバーゼル裁判の実施をためらったためであった。教皇は彼を弾劾し、ローマへと召喚した。イジーが出てこないとわかると、教皇は家臣の忠誠の誓いを解き、破門している。のちにイジーの外交政策が成功し、2人は和解しているが、まもなく教皇は世を去った。